# FE1
FE1とは、ウエストレーシングカーズが製造しているジュニア・フォーミュラレーシングカーの車種名。

## 概要
これまでの入門者用の車両はFJ1600以外はいずれも高額の出費を伴うため、個人での参戦の継続が困難だった。そのため、参戦者への出費を低減することを念頭において市販車の部品を活用して開発された。

## ワンメイクレース
本車両を用いたワンメイクレースとしてフォーミュラEnjoyが存在する。現時点では鈴鹿サーキットのみで開催される。